# Fondation Bill-et-Melinda-Gates
La fondation Bill-et-Melinda-Gates (Bill & Melinda Gates Foundation, BMGF) est une fondation américaine humaniste philanthropique créée en janvier 2000. À l’échelle mondiale, ses principaux objectifs sont d’améliorer les soins de santé et de réduire l'extrême pauvreté, alors qu’aux États-Unis, la fondation vise principalement à élargir l'accès à l’éducation et aux technologies de l'information. 
Elle est dirigée par trois de ses administrateurs : Bill Gates, Melinda Gates ainsi que Warren Buffett ; un autre membre du conseil d’administration est la directrice générale de la fondation, Susan Desmond-Hellmann ; le père de Bill Gates, William H. Gates, Sr., en a été administrateur et coprésident jusqu’à sa mort en 2020. La fondation s'efforce d'utiliser l'effet de levier en encourageant l'implication des personnalités politiques concernées. Sa devise « toutes les vies ont une valeur égale » ainsi que l'accent mis sur le rapport coût-efficacité de chaque intervention en font un des principaux acteurs du mouvement de l'altruisme efficace. Son siège se trouve à Seattle, aux États-Unis.
Au 31 décembre 2023, la dotation de la fondation s’élevait à 77,6 milliards. Son ampleur et la manière dont elle s’efforce d’appliquer les stratégies commerciales au domaine des dons caritatifs en font l’un des chefs de file de la philanthropie du risque (venture philanthropie), même si ses administrateurs sont les premiers à relever les limites des œuvres caritatives.
BMGF est le principal fournisseur philanthropique privé pour l'aide au développement (50 % des fonds privés), suivi par BBVA Microfinance Foundation. Les secteurs dans lesquels la fondation est particulièrement présente sont la santé (80 % des fonds privés) et l'agriculture, ainsi que les objectifs de développement durable (objectifs no 3, bonne santé et bien-être, no 4, accès à une éducation de qualité et no 5, égalité entre les sexes). La fondation est particulièrement présente en Afrique (50 % des fonds privés) et en Asie du Sud (75 % des fonds privés). En 2018, l'aide publique au développement était de 167,8 milliards de dollars, et l'aide privée au développement de 7,8 milliards de dollars, dont la moitié supportée par BMGF.

## Missions
- Améliorer les conditions de vie et la santé des populations afin de les aider à s’extraire de l’extrême pauvreté[4]
- Donner aux plus pauvres, en particulier aux femmes et aux filles, les moyens de transformer leur existence[1]
- Lutter contre les maladies infectieuses qui affectent les plus démunis[1]
- Élargir l'accès à l’éducation et aux technologies de l'information aux États-Unis

## Direction
Le conseil d’administration de la fondation est présidé par Bill Gates, Melinda Gates et Warren Buffett. L’autre membre du conseil d’administration est Susan Desmond-Hellmann, la directrice générale de la fondation.

## Effectif
Au 31 décembre 2023, la fondation Bill-et-Melinda-Gates compte 2 026 employés.

## Financement
- En octobre 2006, Bill et Melinda Gates ont créé une structure dotée de deux entités : la Fondation Bill-et-Melinda-Gates (la fondation) et le Trust de la fondation Bill-et-Melinda-Gates. Ces deux entités sont des fondations privées constituées en tant qu’organisations caritatives. Chaque entité a un objectif distinct. La fondation est financée par Bill et Melinda Gates[5].
- D'autres contributeurs lui apportent des fonds. Ainsi en juin 2006, l’homme d'affaires milliardaire américain Warren Buffett annonce le versement de 37 milliards de dollars[6].

## Historique
La fondation a été créée en 1994 sous le nom de William H. Gates Foundation et son financement a atteint 2 milliards de dollars au cours des années qui ont suivi. Le 15 juin 2006, Bill Gates a annoncé qu’il quitterait ses fonctions au sein de Microsoft à compter du 31 juillet 2008 afin de pouvoir consacrer plus de temps à la fondation.
La Fondation Gates fait partie des acteurs qui ont permis de financer la création de GAVI Alliance, l’Alliance du vaccin, avec un don de 750 millions de dollars US en 1999. Gavi vise à protéger la santé des enfants et des populations en élargissant l’accès à la vaccination dans les pays pauvres.
En soutenant Gavi, la Fondation souhaite rendre plus rapide l'accès aux vaccins pour les pays en développement et à soutenir la recherche de façon à trouver pour ces pays des solutions de santé efficaces, abordables et pérennes.
En 2002, la Fondation contribue à la création du Fonds Mondial de lutte contre le sida, la tuberculose et le paludisme, en apportant un don de 650 millions de dollars. La mission du Fonds mondial est de récolter, de gérer et d’investir les fonds de donateurs internationaux pour lutter contre trois des maladies infectieuses les plus mortelles que le monde ait jamais connues. En 2012, la Fondation a fait un engagement financier de 750 millions de dollars. La Fondation a fait un nouvel engagement de 600 millions de dollars pour la période 2017-2019. Grâce à des investissements intelligents et efficaces dans le domaine de la santé par l’intermédiaire du Fonds mondial, 27 millions de vies ont été sauvées, ce qui a permis d’élargir les possibilités et de renforcer la justice sociale pour des familles et des communautés du monde entier.
En 2006, la Fondation a fait un don de 86 millions de dollars à l’Initiative mondiale pour l’éradication de la poliomyélite (GPEI). Ce fonds multilatéral a pour objectif de parachever l’éradication de tous les poliovirus sauvages, de sorte qu’aucun enfant ne souffre plus jamais de poliomyélite paralytique. Lancée en 1988 après que l'Assemblée générale de l’Organisation Mondiale de la Santé eut adopté une résolution visant à éradiquer la poliomyélite, l'Initiative mondiale pour l'éradication de la poliomyélite et ses partenaires ont aidé les pays à faire d'énormes progrès pour protéger la population mondiale de cette maladie débilitante. En conséquence, l'incidence mondiale de la poliomyélite a diminué de 99,9 % depuis la création de GPEI. On estime aujourd'hui à 16 millions le nombre de personnes qui marchent et qui seraient autrement paralysées par la maladie, et plus de 1,5 million de personnes sont en vie et auraient perdu la vie. Il reste maintenant à lutter contre la poliomyélite dans ses derniers bastions et à se débarrasser du dernier 0,1 % des cas de poliomyélite.
Le 11 juillet 2012, les dirigeants de 150 pays se réunissent à Londres à l’occasion du Sommet pour la Planification Familiale co-organisé par le gouvernement anglais (département du Développement international) et la Fondation Bill-et-Melinda-Gates.
Ils forment un partenariat mondial, FP2020, qui vise à autonomiser les jeunes filles et les femmes en permettant à 220 millions de femmes d’avoir accès à des moyens de contraception. Plus de 4,3 milliards de dollars de dons seront récoltés au cours de ce sommet, dont 560 millions de la Fondation Bill-et-Melinda-Gates.
En 2017, la Fondation lance son premier rapport Goalkeepers qui appelle la nouvelle génération de dirigeants à s’impliquer dans la lutte contre la pauvreté et la maladie, et rappelle les progrès accomplis en matière d’aide au développement depuis 1990.
Un événement organisé à New York en marge de l’Assemblée générale des Nations unies, accueillant Barack Obama et Justin Trudeau en 2017, puis Emmanuel Macron en 2018, est également organisé. À cette occasion, la Fondation récompense les citoyens qui ont su porter des projets améliorant la vie des plus démunis et qui incitent les autres à progresser plus rapidement vers les objectifs mondiaux.

## Contributions importantes
En 2006, Bill Gates a décidé de consacrer 95 % de sa fortune à la lutte contre les maladies et l'analphabétisme dans les pays du Sud.
Sa fondation a déjà dépensé 9,26 milliards de dollars, en particulier pour vacciner 55 millions d'enfants.
- 1999 : 1 milliard de dollars sur 20 ans à la fondation United Negro College Fund.
- 2000 : 50 millions de dollars à la fondation Save the Children afin de sauver la vie de nouveau-nés partout dans le monde.
- 2001 : 70 millions de dollars à l'Organisation mondiale de la santé et au programme PATH pour le développement de vaccins antiméningococciques en Afrique.
- 2003 : 200 millions de dollars au projet Organisation mondiale de la santé « Grands défis pour la santé mondiale » pour l'aide à la recherche et au développement de médicaments pour les maladies spécifiques aux pays pauvres comme le paludisme.
- 2005 : 750 millions de dollars à l'Alliance mondiale pour les vaccins et l'immunisation.
- 2005 : 250 millions de dollars à l'Organisation mondiale de la santé.
- 2005 : 300 millions de dollars pour la recherche contre le paludisme, entre autres par le biais de la Malaria Vaccine Initiative[27].
- 2006 : 500 millions de dollars répartis sur 5 ans (2006-2010) pour le Fonds mondial de lutte contre le sida, la tuberculose et le paludisme.
- 2008 : 150 millions de dollars supplémentaires pour l'éradication de la poliomyélite[28].

|                                                  | Fonds engagés (en millions de dollars) | Fonds engagés (en millions de dollars) | Fonds engagés (en millions de dollars) | Fonds engagés (en millions de dollars) | Fonds engagés (en millions de dollars) | Fonds engagés (en millions de dollars) | Fonds engagés (en millions de dollars) | Fonds engagés (en millions de dollars) |
| Code-objet CAD 5 (DAC 5 Digit Sector)            | 2009                                   | 2010                                   | 2011                                   | 2012                                   | 2013                                   | 2014                                   | 2015                                   | Somme                                  |
| ------------------------------------------------ | -------------------------------------- | -------------------------------------- | -------------------------------------- | -------------------------------------- | -------------------------------------- | -------------------------------------- | -------------------------------------- | -------------------------------------- |
| Lutte contre les maladies infectieuses           | 256,9                                  | 720,3                                  | 462,8                                  | 528,7                                  | 1248,3                                 | 1271,8                                 | 1097,5                                 | 5586,4                                 |
| Lutte contre le paludisme                        | 324.5                                  | 101.7                                  | 133.6                                  | 75.5                                   | 302.4                                  | 377.6                                  | 140.8                                  | 1456.1                                 |
| Lutte contre les MST, y compris le VIH/sida      | 175.5                                  | 26.9                                   | 291.4                                  | 199.7                                  | 184.4                                  | 264.4                                  | 165.7                                  | 1308.0                                 |
| Lutte contre la tuberculose                      | 69.2                                   | 211.1                                  | 59.5                                   | 273.9                                  | 135.3                                  | 100.1                                  | 244.8                                  | 1094.0                                 |
| Soins de santé en matière de procréation         | 173.8                                  | 66.8                                   | 77.4                                   | 165.2                                  | 84.9                                   | 207.6                                  | 130.0                                  | 905.8                                  |
| Recherche agricole                               | 84.7                                   | 27.8                                   | 196.2                                  | 192.8                                  | 207.1                                  | 14.7                                   | 83.9                                   | 807.2                                  |
| Planification familiale                          | 104.5                                  | 21.2                                   | 21.4                                   | 49.3                                   | 165.0                                  | 145.8                                  | 181.7                                  | 688.9                                  |
| Politique de santé et gestation administrative   | 119.3                                  | 14.3                                   | 145.7                                  | 75.5                                   | 61.1                                   | 113.4                                  | 130.3                                  | 659.5                                  |
| Développement de Agricole                        | 5.2                                    | 30.0                                   | 0.0                                    | 35.0                                   | 0.0                                    | 325.1                                  | 86.1                                   | 481.3                                  |
| Politique agricole et gestion administrative     | 72.9                                   | 30.0                                   | 77.5                                   | 77.1                                   | 86.2                                   | 19.7                                   | 96.9                                   | 460.3                                  |
| Promotion de la sensibilisation au développement | 47.2                                   | 45.0                                   | 35.5                                   | 41.7                                   | 124.4                                  | 61.7                                   | 80.7                                   | 436.2                                  |
| Soins de santé fondamentaux                      | 22.3                                   | 23.9                                   | 43.7                                   | 73.2                                   | 1.7                                    | 45.6                                   | 206.3                                  | 416.7                                  |
| Besoins élémentaires en matière de nutrition     | 19.2                                   | 15.7                                   | 40.9                                   | 51.5                                   | 63.7                                   | 55.9                                   | 148.2                                  | 395.2                                  |
| Accès à des installations sanitaires de base     | 10.1                                   | 34.9                                   | 82.9                                   | 74.9                                   | 59.1                                   | 48.7                                   | 64.9                                   | 375.5                                  |
| Politique financière et gestion administrative   | 29.0                                   | 18.4                                   | 9.8                                    | 8.9                                    | 70.1                                   | 32.9                                   | 53.4                                   | 222.5                                  |
| Autre                                            | 487.5                                  | 273.8                                  | 2208.9                                 | 260.2                                  | 332.1                                  | 433.3                                  | 2195.7                                 | 6191.5                                 |
| Total                                            | 2001.9                                 | 1662.0                                 | 3887.2                                 | 2183.0                                 | 3125.9                                 | 3518.4                                 | 5106.6                                 | 21485.1                                |

Ci-dessous, les subventions BMGF aux pays en développement émises entre 2009 et 2015 sont présentées telles qu'elles figurent dans les publications de l'Initiative internationale pour la transparence de l'aide (IITA), dont l'organisme de bienfaisance est membre depuis octobre 2013. La fondation indique que le reporting commence en 2009 et exclut certaines subventions, y compris celles liées aux programmes américains.
| Organisation                                                           | Montant (en millions de dollars) |
| ---------------------------------------------------------------------- | -------------------------------- |
| Alliance mondiale pour les vaccins et l'immunisation                   | 3 152,8                          |
| OMS                                                                    | 1,535.1                          |
| Fonds mondial de lutte contre le sida, la tuberculose et le paludisme  | 777.6                            |
| Programme de technologie appropriée en santé (PATH)                    | 635.2                            |
| Fonds des États-Unis pour l'UNICEF                                     | 461.1                            |
| Fondation Rotary du Rotary International                               | 400.1                            |
| Banque internationale pour la reconstruction et le développement       | 340.0                            |
| Alliance mondiale pour la mise au point de médicaments antituberculeux | 338.4                            |
| Medicines for Malaria Venture (en)                                     | 334.1                            |
| Programmes de vaccination du PATH                                      | 333.4                            |
| Siège de l'UNICEF                                                      | 277.6                            |
| Université Johns-Hopkins                                               | 265.4                            |
| Aeras                                                                  | 227.6                            |
| Initiative Clinton pour l’accès à la santé                             | 199.5                            |
| Association internationale de développement                            | 174.7                            |
| CARE                                                                   | 166.2                            |
| Organisation mondiale de la santé-Bureau du Nigéria                    | 166.1                            |
| Agence française de développement (AFD)                                | 165.0                            |
| Centre international d'amélioration du maïs et du blé (CIMMYT)         | 153.1                            |
| Université Cornell                                                     | 146.7                            |
| Alliance pour une révolution verte en Afrique AGRA)                    | 146.4                            |
| Fondation des Nations unies                                            | 143.0                            |
| Fondation de l'Université de Washington (en)                           | 138.2                            |
| Fondation de le National Institutes of Health                          | 136.2                            |
| Université Emory                                                       | 123.2                            |
| Université de Californie à San Francisco                               | 123.1                            |
| Population Services International (en)                                 | 122.5                            |
| Université d'Oxford                                                    | 117.8                            |
| Institut international de recherche sur les politiques alimentaires    | 110.7                            |
| Institut international d'agriculture tropicale                         | 104.8                            |

Le graphique ci-dessus répertorie les principaux organismes bénéficiaires que la Fondation Bill-et-Melinda-Gates s'est engagée à financer entre 2009 et 2015. Encore une fois, seuls les dons consignés dans les publications de l'IITA sont mentionnés.

## Activités
- Identifier et financer des solutions à fort impact susceptibles d’aider les personnes les plus démunies à améliorer leurs conditions de vie.
- Corriger les défaillances de marché et réduire les risques liés aux investissements dans les biens publics à l’échelle mondiale, afin qu’ils bénéficient aussi aux personnes démunies.
- La fondation est non partisane ; elle travaille avec des acteurs de tous horizons politiques, car les objectifs qu’elle s’est fixés ne pourront se réaliser que par le biais de partenariats avec les gouvernements, les ONG, les communautés, et le secteur privé.
- L’amélioration des conditions de vie des individus se produit souvent au niveau local, dans les communautés au sein desquelles les gens agissent.
- La fondation réalise des investissements stratégiques pour diffuser des solutions existantes ou pour en créer de nouvelles.
- Il est essentiel que les bénéficiaires de subventions et les partenaires puissent communiquer de manière transparente.

### Développement et santé
Le rôle de la Fondation est d’identifier et de financer des solutions à fort impact susceptibles d’aider les personnes les plus démunies à améliorer leurs conditions de vie.
- Inclusion financière

La Fondation soutient des acteurs publics et privés dans la mise en œuvre de programmes qui visent à offrir aux populations les plus pauvres du monde un accès à des services financiers leur permettant de mener une vie plus prospère. Si, au cours des cinq prochaines années, les populations des pays les plus pauvres parviennent à accéder à ce type de services financiers, l’économie mondiale pourrait croître de 3 600 milliards de dollars. De plus, il est crucial de focaliser les efforts sur les femmes, car « une femme investira 60 % de plus (qu’un homme) dans son affaire si elle a accès à des services bancaires ».
- Planification familiale

Le programme de planification familiale de la Fondation Bill-et-Melinda-Gates vise à fournir un accès à des produits, services et informations en matière de contraception à 120 millions de femmes et de filles supplémentaires dans les pays les plus pauvres du monde d'ici 2020, l’objectif final étant l'accès universel à la planification familiale. Pour la Fondation, la contraception représente une arme contre la pauvreté : si les femmes ont accès à l'information sur leurs cycles biologiques et sur la contraception, elles peuvent aller à l'école, devenir autonomes, créer de l'activité économique, pour elles, pour leur communauté, pour leur pays. La Fondation œuvre notamment au Sénégal aux côtés de la ministre de la Santé Awa Marie Coll-Seck, qui a placé la contraception au cœur de son action. Grâce à un financement de 15 millions de dollars de la part de la Fondation Gates, le Gouvernement sénégalais a mené une expérimentation à Pikine et dans sept autres villes du pays entre 2010 et 2015.
- Agriculture

La Fondation a pour objectif de réduire la faim et la pauvreté pour des millions de familles d’agriculteurs en Afrique subsaharienne et en Asie du Sud en augmentant durablement les rendements agricoles. Les investissements de la Fondation en la matière sont concentrés en Afrique et en Asie où se trouvent les deux tiers des personnes les plus démunies du monde, dont près de 800 millions dépendent de l’agriculture pour vivre.
En 2017, à l’occasion du One Planet Summit organisé en France par Emmanuel Macron, la Fondation Bill-et-Melinda-Gates a annoncé un investissement de plus de 300 millions de dollars pour aider les agriculteurs d’Afrique et d’Asie à faire face au changement climatique,. Cette décision a été prise de concert avec l’Union européenne qui a, de son côté, promis d’investir 318 millions de dollars, portant ainsi le total à près de 600 millions.
- Polio

La Fondation s’est fixé l’objectif d’éradiquer la poliomyélite dans le monde entier. Ces vingt dernières années, l’action des bailleurs de fonds et des organisations privées au sein de l’Initiative mondiale pour l’éradication de la polio a permis d’importantes avancées : en 1988, au lancement de l’IMEP, le poliovirus sauvage était présent dans plus de 125 pays et paralysait près de 350 000 personnes par an, essentiellement de jeunes enfants. En 2017, près de 30 ans après le lancement de l’IMEP, seuls 22 cas de polio étaient recensés dans le monde. La Fondation Bill-et-Melinda-Gates est un soutien majeur de cette initiative ; elle a contribué au fonds à hauteur 2,5 milliards de dollars sur la période 2013/2020, dont une donation majeure de 1,8 milliard de dollars effectuée à l’occasion du Sommet mondial pour la Vaccination, qui s’est tenu à Abu Dhabi en 2013.
- Malnutrition

La Fondation œuvre pour s’assurer que tous les enfants jouissent de l’alimentation dont ils ont besoin pour démarrer une vie saine, particulièrement dans les régions d’Afrique subsaharienne et d’Asie du Sud. En 2018, en partenariat avec l’Institute for the Future, la Fondation a lancé le rapport Good food is good for Business, qui vise à pousser les acteurs industriels à développer de nouvelles solutions permettant de répondre à ces besoins,.
- VIH

La Fondation a pour objectif de réduire considérablement l’incidence de l’infection au VIH et de prolonger la vie des personnes vivant avec le VIH grâce à des investissements effectués dans six domaines. Ils visent à faire progresser le développement et l’innovation en matière de méthodes de prévention du VIH, tout en améliorant l’efficacité des traitements et les efforts de prévention existants. La Fondation collabore avec de nombreux partenaires, notamment avec les agences gouvernementales des pays bailleurs de fonds et des pays en développement, des organisations multilatérales, des organisations non gouvernementales (ONG), des institutions universitaires, des organisations communautaires et des entreprises privées. La Fondation contribue activement au Fonds mondial de lutte contre le sida, la tuberculose et le paludisme, pionnier de la lutte contre l’infection ; elle a notamment effectué un don de 750 millions de dollars en 2012. La Fondation a noué un partenariat avec l’Agence nationale de recherche sur le sida et les hépatites (ANRS) virales pour conduire des travaux de recherche sur le VIH-sida et les hépatites virales.
- Paludisme

L’éradication du paludisme est un des objectifs clés de la Fondation Bill-et-Melinda Gates. Quelque 207 millions de personnes ont été touchées par cette maladie en 2012, et environ 627 000 en sont décédées, dont 90 % en Afrique subsaharienne et 77 % d’enfants de moins de cinq ans. La Fondation consacre près de milliard de dollars chaque année à l’éradication de cette maladie, dont le nombre de cas recensés a augmenté ces deux dernières années.
- Santé de la mère, du nouveau-né et de l’enfant

Depuis 1990, le taux de mortalité maternelle à l’échelle mondiale a baissé de 45 %. Cependant, chaque jour, environ 800 femmes meurent de causes évitables liées à la grossesse et à l’accouchement. En 2014, Melinda Gates, Anne Hidalgo (Maire de Paris) ou encore Irina Bokova (Directrice générale de l’UNESCO) signent l’appel de Paris pour la santé des femmes et des enfants dans le monde,. Les signataires reconnaissent qu’investir pour la santé des femmes et des petites filles est crucial dans la mesure où lorsque les femmes sont en bonne santé et éduquées, elles peuvent saisir de plus nombreuses opportunités économiques, entraînant ainsi des effets positifs durables pour leur famille et leur pays.
- États-Unis

Aux États-Unis, La Fondation œuvre pour garantir que tous les étudiants qui terminent le lycée avec leur diplôme en poche soient prêts à aborder des études universitaires et aient la possibilité d’obtenir un diplôme d’études supérieures valorisé sur le marché du travail. La Fondation tente également de résoudre les problèmes d’inégalité sociale et de pauvreté dans l’État de Washington, où la famille Gates vit depuis des générations et où est basée la fondation. Cette dernière a par exemple fait don de 1,5 milliard de dollars au Gates Millennium Scholars, une organisation administrée par le United Negro College Fund, qui vise à offrir des bourses d'études à des étudiants venant de minorités ethniques.

### Partenariats avec la France
- Collaboration avec l’Agence française de développement

La Fondation travaille en étroite collaboration avec l’Agence française de développement depuis la signature d’un accord-cadre en 2015. Ce partenariat entre la Fondation Gates, l’Agence française de développement et l’Alliance globale pour la vaccination et l’immunisation (GAVI) dont le montant s’élève à 100 millions d’euros, est destiné à accroître la couverture vaccinale dans six pays francophones de la zone sahélienne : le Burkina Faso, le Mali, la Mauritanie, le Niger, le Sénégal et le Tchad.
- Partenariat de Ouagadougou

La Fondation et le Gouvernement français ainsi que neuf pays d'Afrique de l'Ouest se sont engagés à fournir des contraceptifs à un million de femmes supplémentaires dans le cadre d'une initiative commune : le Partenariat de Ouagadougou. L’objectif est d’atteindre 2 millions de femmes supplémentaires d'ici 2020.
- Initiative Sénégalaise de Santé Urbaine (ISSU)

Avec le soutien du Gouvernement français, la Fondation Gates a financé un programme visant à accroître la disponibilité des contraceptifs dans les zones urbaines du Sénégal. Cette initiative repose sur six piliers : l’engagement des chefs religieux dans l’éducation des hommes concernant les avantages de la planification familiale, la diffusion de programmes radio visant à s'attaquer aux mythes entourant la contraception, s'assurer que les contraceptifs soient toujours disponibles et améliorer les services fournis par les sages-femmes. En seulement quatre ans, l'ISSU a permis de faire progresser l'utilisation de contraceptifs modernes parmi les femmes les plus pauvres de six villes du Sénégal de 24 % à presque 37 %. En partie grâce à l'ISSU, le taux de prévalence des contraceptifs modernes au Sénégal a augmenté de plus de 4 % en 2013, soit la plus forte augmentation enregistrée dans un pays d'Afrique de l'Ouest en une seule année.
- One Planet Summit

À l’occasion du One Planet Summit organisé par Emmanuel Macron en 2017 et auquel Bill Gates a participé, la Fondation a annoncé un investissement de plus de 300 millions de dollars afin d’aider les agriculteurs d’Afrique et d’Asie (voir ci-dessus).
- Melinda aux Rendez-vous de Bercy

Le 20 janvier 2019, Melinda Gates était l’invitée d’honneur des « Rendez-vous de Bercy », un événement organisé par le ministre de l’Économie et des Finances Bruno Le Maire et dont le thème était « Redéfinir le capitalisme au XXIe siècle ». Elle s’est exprimée sur le rôle que peuvent jouer les nouvelles technologies dans la lutte contre les inégalités mondiales.
- Bill Gates à Solidays

En 2014, en 2015 et en 2016, Bill Gates a participé au Festival de musique Solidays, un événement destiné à la lutte contre le SIDA organisé par Solidarité sida, qui a lieu chaque année depuis 1999.
- Partenariat avec l’ANRS

La Fondation a noué un partenariat avec France Recherche Nord & Sud Sida-hiv Hépatites (ANRS).
- Goalkeepers

La Fondation Bill-et-Melinda-Gates a créé Goalkeepers en 2017 un catalyseur pour l'action, encourager les dirigeants du monde entier à partager ce qui fonctionne et ce qui ne fonctionne pas et à forger de nouveaux partenariats. Organisation d’un événement en marge de l’assemblée générale des Nations unies : Obama en 2017, Macron en 2018,,.

## Controverses
Certaines critiques dénoncent toutefois l'implication de la fondation dans le capital de sociétés responsables de divers problèmes sanitaires et humains et de ne pas soutenir les bons moyens de développement.
À la fin des années 1990, le monopole de Windows, qui est devenu le système d’exploitation le plus vendu au monde, inquiète de plus en plus les autorités américaines dont le ministère de la Justice qui ouvre un procès antitrust à l'encontre de Microsoft en 1997. C'est à cette époque que Bill Gates parcourt les pays pauvres de la planète et deux ans après créé sa fondation philanthropique, pour certains[Qui ?], qu'il cherche à redorer son image et celle de Microsoft, images potentiellement ébranlées par le verdict[pas clair].
En janvier 2007, le Los Angeles Times fait paraître un article peu flatteur pour la fondation Gates, qu'il accuse de placer 95 % de ses fonds dans des investissements rémunérateurs gérés par des financiers chargés de « diversifier fortement leur portefeuille mais sans directives précises ». Le quotidien souligne ainsi que certaines de ces initiatives sont contradictoires avec son action philanthropique. L'article cite le cas de campagnes de vaccinations dans le delta du Niger financées, notamment, par la fondation Gates, qui investirait parallèlement dans des entreprises comme Eni, Shell, ExxonMobil, Chevron et Total — compagnies pétrolières éminemment responsables de la pollution dans cette région.
Ce type d'affaires ne seraient pas isolées, selon le Los Angeles Times, qui souligne que la fondation a investi avec profit dans plusieurs compagnies reconnues pour leur impact néfaste sur l'environnement et la santé, mais aussi dans des compagnies de crédit immobilier accusées d'avoir dépossédé des milliers de personnes, ou des sociétés employant des enfants. La fondation Gates n'aurait « pas usé de sa puissance et de son immense richesse pour changer le comportement des compagnies dans lesquelles elle investit ».
Le soutien de la fondation aux OGM a également suscité des critiques : le 15 octobre 2009, Bill Gates a annoncé que la fondation allait donner 120 millions de dollars pour différents programmes d'aides aux agriculteurs d'Afrique et d'Inde. Une partie de ces programmes, mis en œuvre par l'Alliance pour une révolution verte en Afrique (Agra), consiste à fournir diverses semences génétiquement modifiées.
En 2009, la fondation Gates finance un projet de l'organisation caritative Path, pour étudier la possibilité d'incorporer le vaccin anti-HPV, produit par les firmes pharmaceutiques Merck et GSK, au programme officiel de vaccination de l'Inde[source insuffisante]. Mais la mort de sept adolescentes peu après leur vaccination jette la suspicion sur l'innocuité du vaccin alors qu'aucun lien n'est avéré entre leur mort et la vaccination. En août 2009, un comité parlementaire indien conclut que le projet de Path s'apparente à un essai clinique utilisant comme cobayes des jeunes filles issues de familles peu lettrées, sans que celles-ci aient été dûment informées contre les risques du vaccin. Le comité conclut également que « le seul but de Path était de promouvoir les intérêts commerciaux des fabricants du vaccin ».
En 2016, la sortie du livre de Megan Tompkins-Stange Policy Patrons relance le débat sur le rôle des fondations au sein des démocraties libérales. La fondation Gates, citée pour son engagement dans les politiques éducatives, figure parmi les objets d'études et l'auteur rapporte des témoignages de représentants internes de la fondation, en échange de leur anonymat.

## Galerie

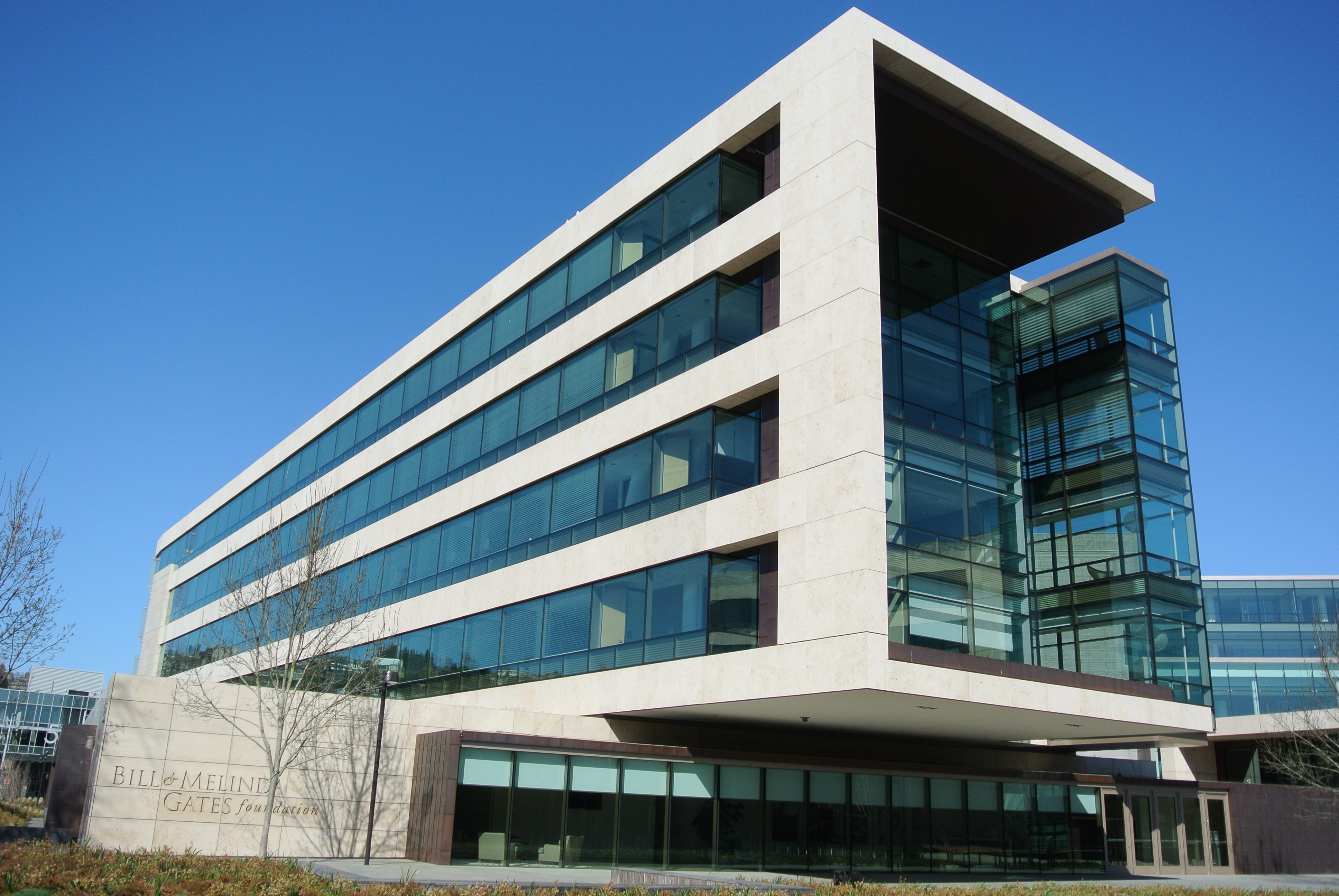
Partie ouest du siège.
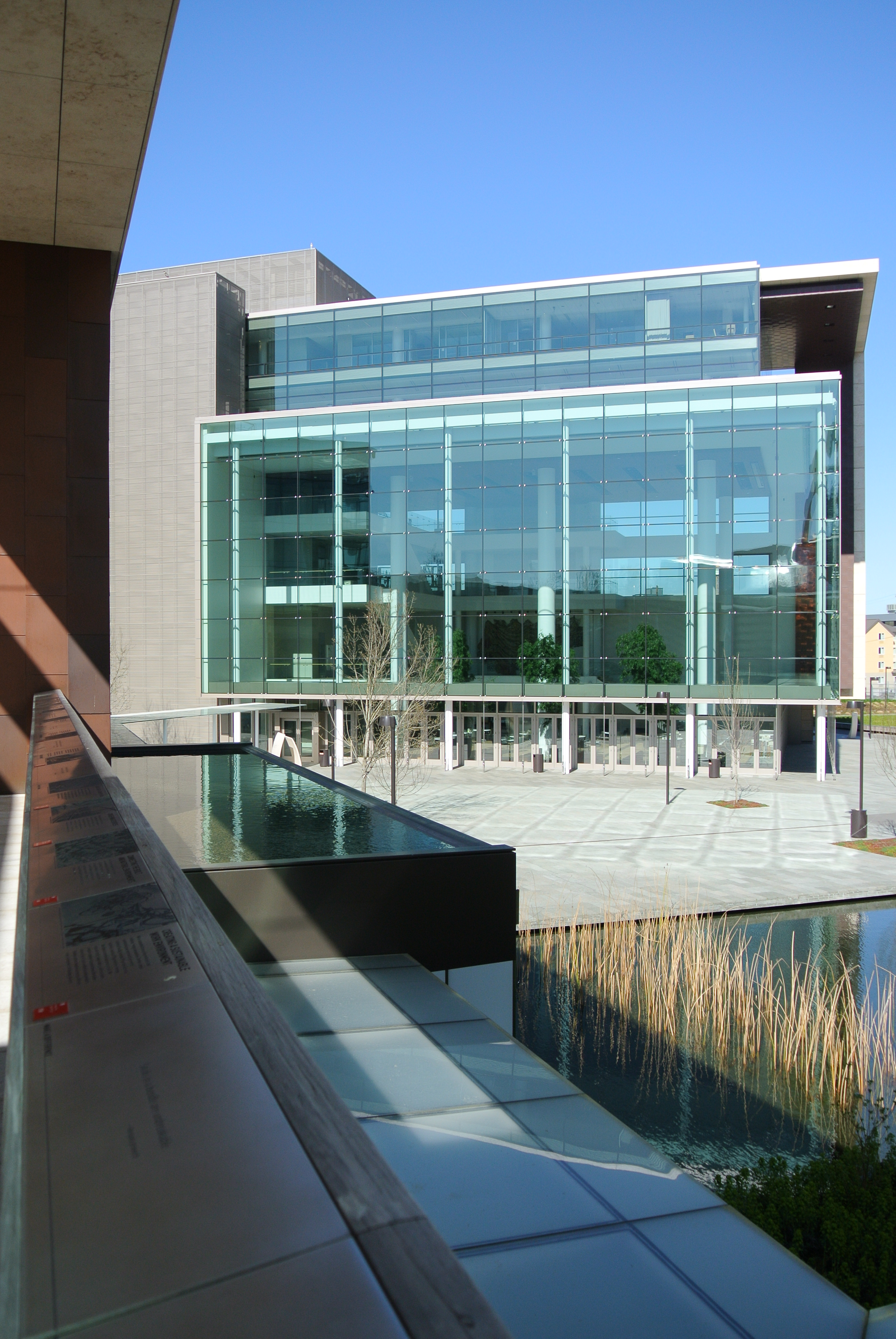
Partie est du siège.
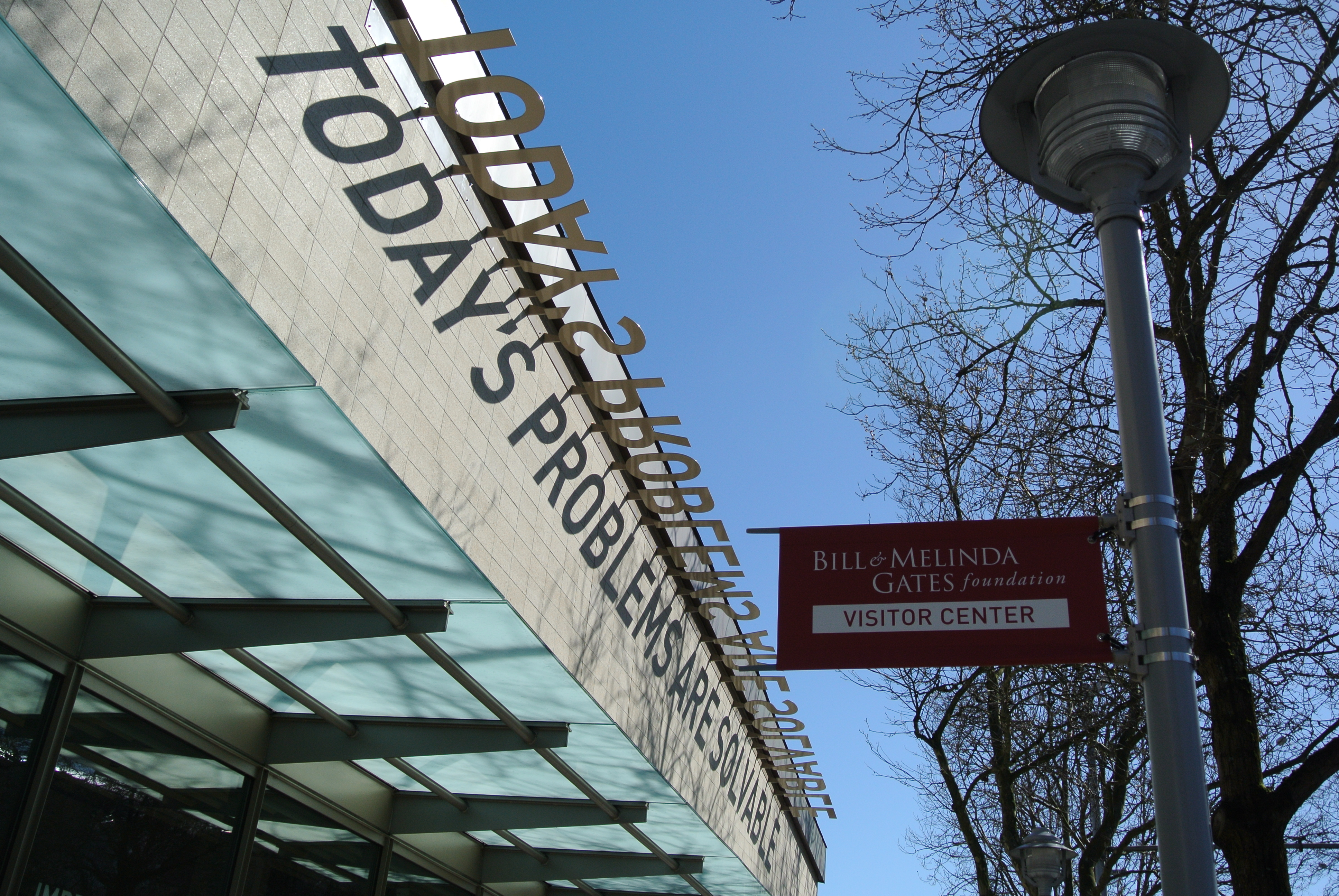
Détail de la façade du centre à l'attention des visiteurs.
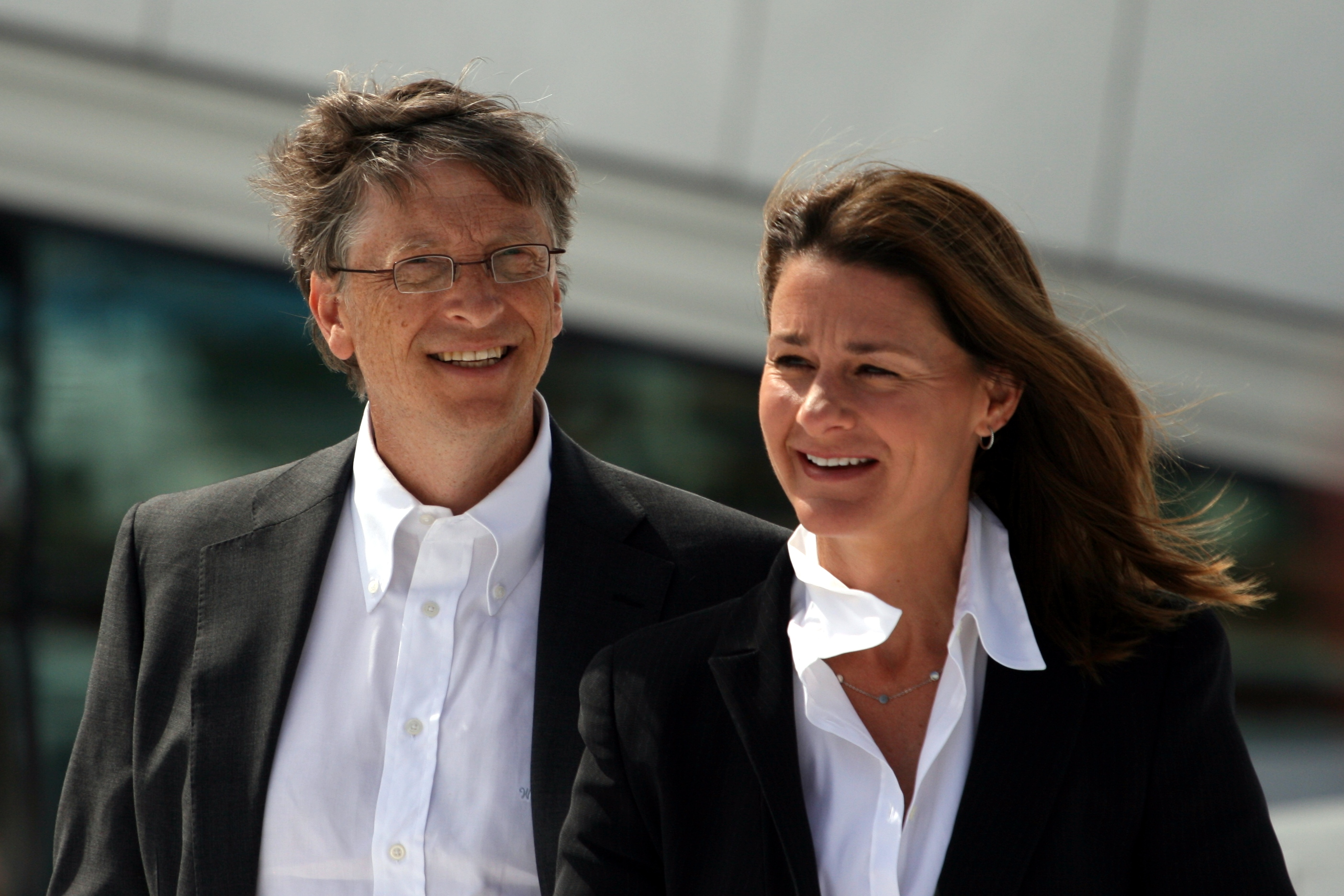
Melinda et Bill Gates durant une visite à l'opéra d'Oslo en juin 2009.
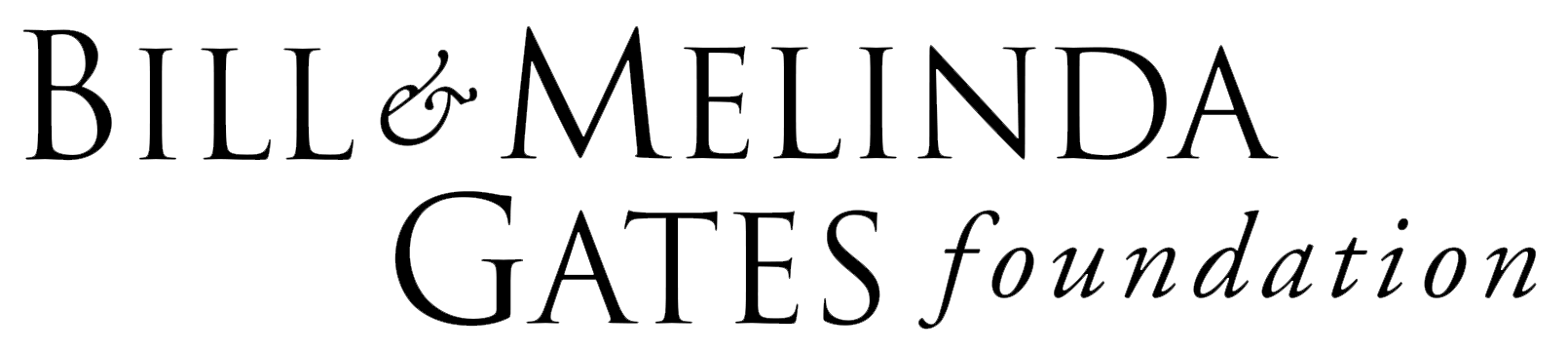
2e logo de la fondation.